# 에듀케이션시티
에듀케이션 시티(Education city)는 카타르 알라이얀 지자체 알라이얀시에 있는 교육특구이다. 카타르 월드컵 경기장 중 하나인 에듀케이션 시티 스타디움과 미국과 유럽의 유명 대학 캠퍼스, 그리고 카타르에서 설립한 공립대학이 있다.